# Изба Екимовой из деревни Рышево
Дом Якимовой (М. Д. Екимовой) из деревни Рышево — памятник архитектуры. Расположен в Великом Новгороде, современный адрес дома — Витославлицы, строение 11.

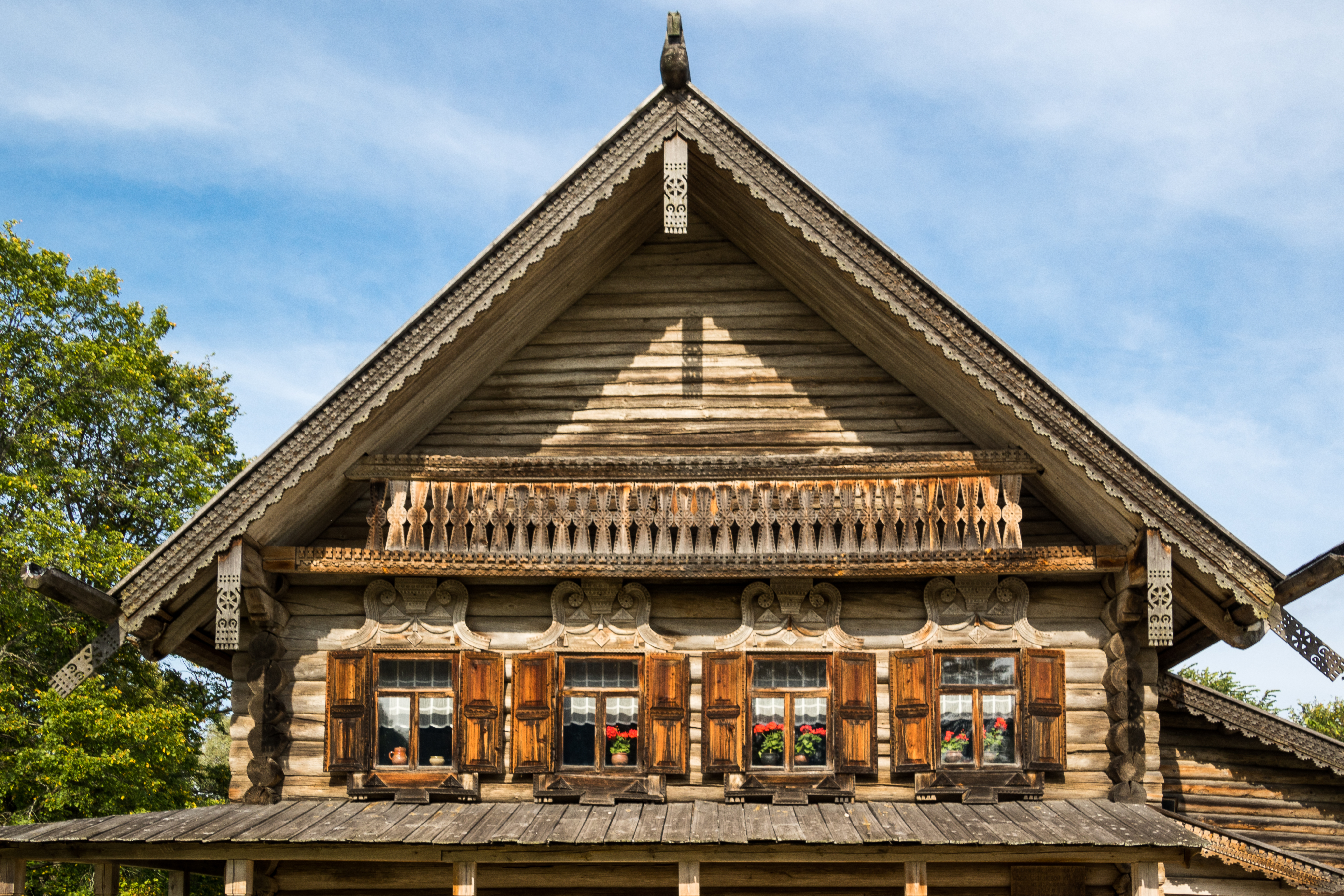
Фрагмент декора здания

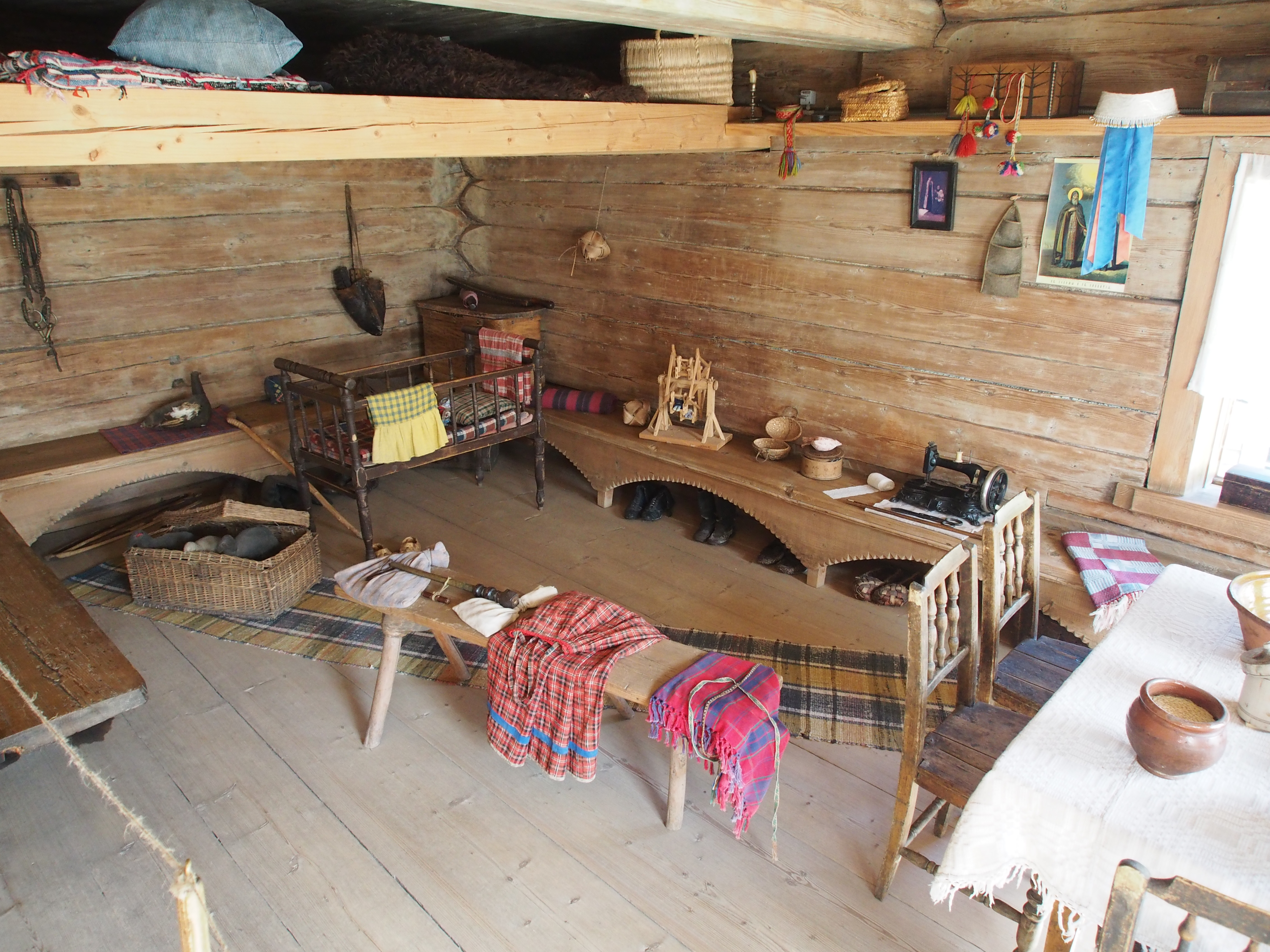
Внутренняя экспозиция

Согласно дендрохронологическим исследованиям, дерево для избы срубили в 1882 году. Это первая жилая постройка, которую приобрёл и привёз к себе музей Витославлицы в 1969 году. Она характерна для Притрактово-Мстинской зоны. В первый раз избу пытались обследовать в 1960 году, но тогда опыта реставрации не хватило для создания планов.
У здания высокий подклет, сзади к жилой части примыкает двухэтажный хозяйственный двор, справа — крыльцо под односкатной кровлей, за которым сделан въезд на скотный двор; тут же хранились сани и телеги. У избы (7,6 × 6,2 м) и двора равная высота (9 м) и общая двускатная крыша, но у избы крыша самцово-слеговая, а у двора самцово-стропильно-слеговая. Общая длина избы и двора — 16,6 м.
Фасад украшает балкон с фигурными балясинами, вставленными в покрытые выемчатой резьбой брусья. Балкон сделан на всю ширину фронтона и опирается на выпуски-кронштейны. Кроме того, фасад украшен наличниками с волютами, резными причелинами и полотенцами.
Богатыми в деревне считались избы «на 3 окна», а у этого здания 4 окна по южному фасаду и ещё одно выходит на восток. В избе сделана экспозиция «Деревенские праздники новгородских крестьян в конце XIX—I трети ХХ в.», показывающая праздничный быт зажиточной семьи из 8 человек, в хозяйстве у которых 2 коровы и телёнок, 2 лошади, овцы, куры и поросёнок.
Реставрация избы по проекту Л. Е. Красноречьева проходила в 1969—1971 годах по следам и аналогам. На момент перевоза были утрачены 4-5 нижних венцов избы, прикролек, часть декора и внутреннего убранства, а хозяйственный двор дважды заменялся на новый. Владельцы хотели скорее отстроить новую избу вместо ветхой, поэтому торопили Управление культуры совершить покупку; стоимость избы в итоге была равна страховой оценке, 713 рублей. Прикролек воссоздали типовым, балясины сделали по аналогам (так как описания и рисунки очевидцев сильно разнились).
Рядом с избой расположен амбар Алексеевой из деревни Хвощник; одно из окон избы специально направлено на него, чтобы хозяин дома мог наблюдать за постройкой на случай покушения на воровство.